# Spirobolus undulatus
Spirobolus undulatus är en mångfotingart som beskrevs av Karsch 1881. Spirobolus undulatus ingår i släktet Spirobolus och familjen Spirobolidae. Inga underarter finns listade i Catalogue of Life.